# Бжезіна (Бжезький повіт)
Бжезіна (пол. Brzezina) — село в Польщі, у гміні Скарбімеж Бжезького повіту Опольського воєводства.
Населення — 562 особи (2011).
У 1975-1998 роках село належало до Опольського воєводства.

## Демографія
Демографічна структура станом на 31 березня 2011 року:
|          | Загалом | Допрацездатний вік | Працездатний вік | Постпрацездатний вік |
| -------- | ------- | ------------------ | ---------------- | -------------------- |
| Чоловіки | 278     | 60                 | 192              | 26                   |
| Жінки    | 284     | 52                 | 172              | 60                   |
| Разом    | 562     | 112                | 364              | 86                   |